# Парламентські вибори в Грузії 2012
Парламентські вибори в Грузії відбулись 1 жовтня 2012 року. Обиралося 150 депутатів Парламенту на чотирирічний термін. 73 депутати було обрано за мажоритарною системою в одномандатних округах, ще 77 — за пропорційною системою за партійними списками. Очікується, що нове скликання парламенту буде засідати вже у Кутаїсі.
Вибори пройшли за новим виборчим кодексом. За двома видами голосування зареєстровано 16 і 14 партій відповідно. 19 партіям було відмовлено в реєстрації. Станом на 24 вересня Центрвиборчком зареєстрував 2806 кандидатів, на одне місце в одномандатних округах претендувало від 2 до 10 осіб.

## Передвиборча кампанія
Передвиборча кампанія проходила в обстановці гострої боротьби двох головних політичних сил — правлячого Єдиного національного руху та опозиційної коаліції Грузинська мрія — Демократична Грузія. Незважаючи на жорсткість протистояння двох сил, фактичний лідер «Грузинської мрії» Бідзіна Іванішвілі заявив про своє прагнення домогтися зміни влади виключно мирним шляхом. спостерігачі від ОБСЄ зхарактеризували передвиборчу кампанію як поляризовану, а дії найбільших партій як конфронтаційні та грубі. Спостерігачі ОБСЄ оцінили висвітлення передвиборчої кампанії недержавними ЗМІ як упереджене, в залежності від симпатій їхніх власників, а державними ЗМІ — як зважене.
У липні 2012 року були опубліковані результати передвиборчих опитувань Національного демократичного інституту США, за якими ЄНР могло розраховувати на 36 %, ГМ — ДГ — на 18 %. Однак, за словами прес-спікера Іванішвілі, ГМ — ДГ відмовляється довіряти передвибочим прогнозами незалежних організацій і, зокрема, НДІ.
18 вересня 2012 року декілька телеканалів показали відеозапис тортур в Глданській в'язниці, що мало великий вплив на передвиборчу кампанію. Припускають, що публікація про знущання, які справді були у цій в'язниці, була навмисно зроблена незадовго до виборів — як мінімум один із телеканалів, транслювався відеозапис, належить Бідзіна Іванішвілі. Незважаючи на те, що міністр внутрішніх справ та міністр пенітенціарної системи негайно пішли у відставку, у країні відбулися демонстрації, які вимагали якнайшвидшого покарання винних. Демонстрації не припинилися і після того, як президент Грузії Михайло Саакашвілі пообіцяв вирішити проблему. За даними соціологічних опитувань, незадовго до публікації відеозаписів Єдиний Національний Рух міг розраховувати приблизно на 20 % голосів виборців більше, ніж блок «Грузинська мрія — Демократична Грузія». Після публікації ситуація змінилася.
Деякі незалежні спостерігачі заявляли про використання владою адміністративного ресурсу (погрози звільнення, перешкоди роботі журналістів). Стурбованість втручанням влади висловив президент ПА ОБСЄ. «Грузинська мрія» також заявляє про напади на своїх активістів прихильниками ЄНР.

## Результати
| Партія              | Партія                         | Партійні списки       | Партійні списки       | Партійні списки       | Мажоритарні округи | Мажоритарні округи | Загалом місць | +/–  |
| Партія              | Партія                         | Голосів               | %                     | Місць                 | Місць              | %                  | Загалом місць | +/–  |
|                     | Грузинська мрія                | 1,184,612             | 54.85%                | 44                    | 39                 | 53.42%             | 83            | ▲ 83 |
|                     | Єдиний Національний Рух        | 873,220               | 40.43%                | 33                    | 34                 | 46.58%             | 67            | ▼ 52 |
|                     | Християнсько-Демократичний Рух | 44,260                | 2.05%                 | 0                     | 0                  | %                  | 0             | ▼ 6  |
|                     | Грузинська Робітнича Партія    | 26,765                | 1.24%                 | 0                     | 0                  | %                  | 0             | ▼ 6  |
|                     | Нові Права                     | 9,385                 | 0.43%                 | 0                     | 0                  | %                  | 0             | ▼ 17 |
|                     | Вільна Грузія                  | 5,893                 | 0.27%                 | 0                     | 0                  | %                  | 0             | ▬ 0  |
|                     | Інші                           | 15,489                | 0.72%                 | 0                     | 0                  | %                  | 0             | ▬ 0  |
|                     | Безпартійні/Незалежні          | Безпартійні/Незалежні | Безпартійні/Незалежні | Безпартійні/Незалежні |                    | %                  |               | ▬    |
| Невраховані голоси  | Невраховані голоси             | 19,945                | —                     | —                     | —                  | —                  | —             | —    |
| Всього              | Всього                         | 3,613,851             | 100.00%               | 77                    | 73                 | 100.0%             | 150           | —    |
| Електорат і явка:   | Електорат і явка:              | 2,159,624             | 60%                   | —                     | —                  | —                  | —             | —    |
| Джерело: ЦВК Грузії |                                |                       |                       |                       |                    |                    |               |      |